# Province del Cile

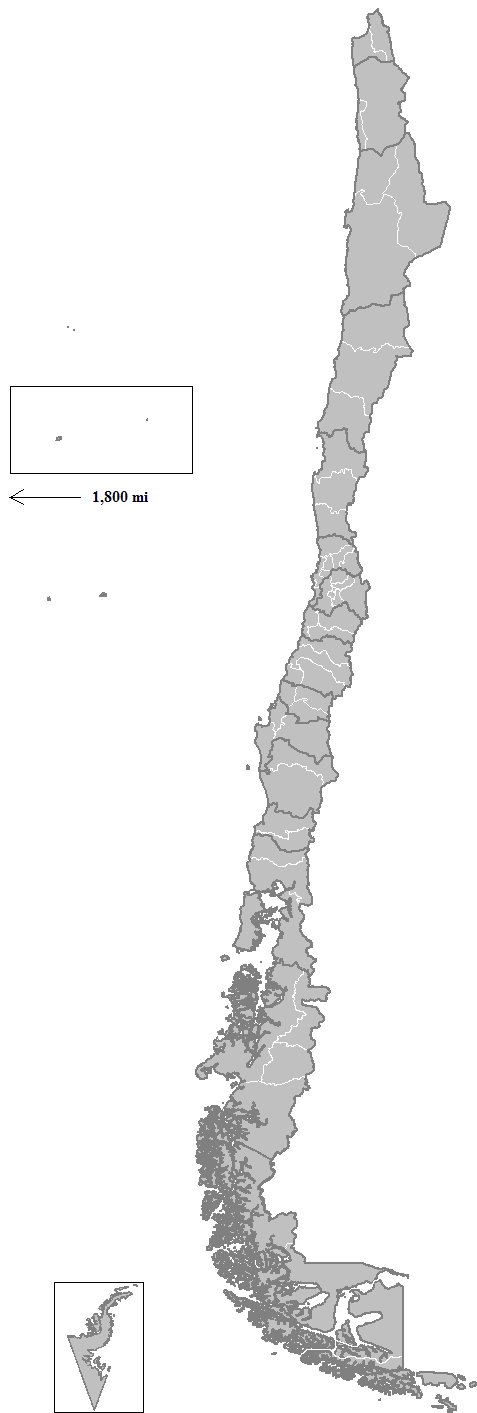
Province del Cile

Le province del Cile costituiscono la suddivisione territoriale di secondo livello del Paese, dopo le regioni, e sono pari a 54; esse si suddividono a loro volta in comuni, in tutto 346.
Fino al 1980 le province hanno rappresentato la suddivisione territoriale di primo livello. Esse erano: Tarapacá, Antofagasta, Atacama, Coquimbo, Aconcagua, Valparaíso, Santiago, O'Higgins, Colchagua, Curico, Talca, Maule, Linares, Nuble, Concepción, Arauco, Biobío, Malleco, Cautín, Valdivia, Osorno (dal 1940), Llanquihue, Chiloé, Aisén (dal 1929) e Magallanes (dal 1929).

## Profili istituzionali
Ogni governo provinciale (Gobernacion provinciale) è guidato da un governatore (gobernador) nominato dal presidente della Repubblica. Il governatore esercita i propri poteri in conformità con le istruzioni dell'intendente regionale (intendente). Il governatore è affiancato dal Consiglio economico e sociale provinciale (Consejo Económico y Social Provinciale o CESPRO). L'unica eccezione è costituita dalla Provincia di Santiago, che non prevede un governo provinciale, il quale è sostituito dalla Regione Metropolitana di Santiago: nel gennaio 2001, è stata creata la Delegazione Provinciale di Santiago con l'attribuzione di un delegato provinciale, che esercita le tipiche funzioni di un governatore provinciale per conto del rispettivo intendente.

## Lista
| Provincia                            | Capoluogo       | Popolazione (2012) | Superficie (km2) | Regione                      |
| ------------------------------------ | --------------- | ------------------ | ---------------- | ---------------------------- |
| Provincia di Aysén                   | Puerto Aysén    | 28 858             | 46 589           | Aysén                        |
| Provincia dell'Antartica Cilena      | Puerto Williams | 1 792              | 15 854           | Magellano e Antartide Cilena |
| Provincia di Antofagasta             | Antofagasta     | 359 353            | 67 814           | Antofagasta                  |
| Provincia di Arauco                  | Lebu            | 157 052            | 5 463            | Bío Bío                      |
| Provincia di Arica                   | Arica           | 210 822            | 8 726            | Arica e Parinacota           |
| Provincia di Biobío                  | Los Ángeles     | 373 981            | 14 988           | Bío Bío                      |
| Provincia di Cachapoal               | Rancagua        | 601 810            | 7 384            | Libertador                   |
| Provincia di Capitán Prat            | Cochrane        | 4 003              | 37 044           | Aysén                        |
| Provincia Cardenal Caro              | Pichilemu       | 39 068             | 3 325            | Libertador                   |
| Provincia di Cauquenes               | Cauquenes       | 54 145             | 3 027            | Maule                        |
| Provincia di Cautín                  | Temuco          | 692 582            | 18 409           | Araucanía                    |
| Provincia di Chacabuco               | Colina          | 203 993            | 2 076            | Santiago                     |
| Provincia di Chañaral                | Chañaral        | 28 874             | 24 436           | Atacama                      |
| Provincia di Chiloé                  | Castro          | 161 654            | 9 182            | Los Lagos                    |
| Provincia di Choapa                  | Illapel         | 82 857             | 10 132           | Coquimbo                     |
| Provincia di Coyhaique               | Coyhaique       | 54 575             | 12 943           | Aysén                        |
| Provincia di Colchagua               | San Fernando    | 210 528            | 5 678            | Libertador                   |
| Provincia di Concepción              | Concepción      | 959 336            | 3 439            | Bío Bío                      |
| Provincia di Copiapó                 | Copiapó         | 183 973            | 32 539           | Atacama                      |
| Provincia di Cordillera              | Puente Alto     | 608 235            | 5 528            | Santiago                     |
| Provincia di Curicó                  | Curicó          | 266 457            | 7 281            | Maule                        |
| Provincia di El Loa                  | Calama          | 142 686            | 42 000           | Antofagasta                  |
| Provincia di Elqui                   | Coquimbo        | 442 999            | 16 895           | Coquimbo                     |
| Provincia di General Carrera         | Chile Chico     | 6 835              | 11 920           | Aysén                        |
| Provincia di Huasco                  | Vallenar        | 72 145             | 18 202           | Atacama                      |
| Provincia di Iquique                 | Iquique         | 275 042            | 2 835            | Tarapacá                     |
| Provincia dell'Isola di Pasqua       | Hanga Roa       | 5 761              | 164              | Valparaíso                   |
| Provincia di Limarí                  | Ovalle          | 161 950            | 13 553           | Coquimbo                     |
| Provincia di Linares                 | Linares         | 264 292            | 10 050           | Maule                        |
| Provincia di Llanquihue              | Puerto Montt    | 368 427            | 14 876           | Los Lagos                    |
| Provincia di Los Andes               | Los Andes       | 102 819            | 3 054            | Valparaíso                   |
| Provincia di Magallanes              | Punta Arenas    | 128 199            | 38 401           | Magellano e Antartide Cilena |
| Provincia di Maipo                   | San Bernardo    | 440 591            | 1 121            | Santiago                     |
| Provincia di Malleco                 | Angol           | 196 910            | 13 433           | Araucanía                    |
| Provincia di Marga Marga             | Quilpué         | 325 207            |                  | Valparaíso                   |
| Provincia di Melipilla               | Melipilla       | 161 727            | 4 066            | Santiago                     |
| Provincia di Ñuble                   | Chillán         | 460 113            | 13 179           | Bío Bío                      |
| Provincia di Osorno                  | Osorno          | 221 496            | 9 224            | Los Lagos                    |
| Provincia di Palena                  | Chaitén         | 16 137             | 15 302           | Los Lagos                    |
| Provincia di Parinacota              | Putre           | 1 991              | 8 147            | Arica e Parinacota           |
| Provincia di Petorca                 | La Ligua        | 72 286             | 4 589            | Valparaíso                   |
| Provincia di Quillota                | Quillota        | 190 525            | 1 639            | Valparaíso                   |
| Provincia del Ranco                  | La Unión        | 91 656             | 8 232            | Los Ríos                     |
| Provincia di San Antonio             | San Antonio     | 144 220            | 1 512            | Valparaíso                   |
| Provincia di San Felipe de Aconcagua | San Felipe      | 143 698            | 2 659            | Valparaíso                   |
| Provincia di Santiago                | Santiago        | 4 927 624          | 2 030            | Santiago                     |
| Provincia di Talagante               | Talagante       | 262 665            | 582              | Santiago                     |
| Provincia di Talca                   | Talca           | 370 154            | 9 938            | Maule                        |
| Provincia del Tamarugal              | Pozo Almonte    | 20 053             | 39 391           | Tarapacá                     |
| Provincia di Tierra del Fuego        | Porvenir        | 6 656              | 22 593           | Magellano e Antartide Cilena |
| Provincia di Tocopilla               | Tocopilla       | 28 840             | 16 236           | Antofagasta                  |
| Provincia di Última Esperanza        | Puerto Natales  | 18 685             | 55 444           | Magellano e Antartide Cilena |
| Provincia di Valdivia                | Valdivia        | 272 527            | 10 197           | Los Ríos                     |
| Provincia di Valparaíso              | Valparaíso      | 713 065            | 2 780            | Valparaíso                   |